# Liste des princesses de Condé
Pour leurs époux, voir Prince de Condé.
Sous l’Ancien Régime, les Condé était une maison de princes du sang dans laquelle les chefs de maison portaient le titre de « prince de Condé ». Leurs épouses sont donc princesses par mariage.

## Liste des princesses de Condé (1546-1830)
| Rang | Portrait | Nom (dates)                                                          | Époux | Titres | Eléments biographiques | Armoiries |
| ---- | -------- | -------------------------------------------------------------------- | --- | --- | --- | --------- |
| 1    |          | Éléonore de Roye (24 février 1535 - 23 juillet 1564)                 | - Louis Ier de Bourbon-Condé (mariage le 22 juin 1551)                                                            | - Comtesse de Roucy et dame de Conti (de plein droit, 19 janvier 1551 - 23 juillet 1564) - Princesse de Condé (22 juin 1551 - 23 juillet 1564) - Comtesse d'Enghien (10 août 1557 - 23 juillet 1564) | - Princesse de la Maison de Roye. Fille de Charles de Roye et de Madeleine de Mailly. - Mère d'Henri Ier de Bourbon-Condé, de François de Bourbon-Conti et de Charles II de Bourbon. |           |
| 2    |          | Françoise d'Orléans-Longueville (5 avril 1549 - 11 juin 1601)        | - Louis Ier de Bourbon-Condé (mariage le 8 novembre 1565)                                                         | - Princesse de Condé (8 novembre 1565 - 13 mars 1569) - Comtesse (8 novembre 1565 - 1566) puis duchesse (1566 - 13 mars 1569) d'Enghien | - Princesse de la Maison d’Orléans-Longueville. Fille de François d’Orléans-Longueville et de Jacqueline de Rohan-Gyé. - Mère de Charles de Bourbon-Soissons. |           |
| 3    |          | Marie de Clèves (1553 - 30 octobre 1574)                             | - Henri Ier de Bourbon-Condé (mariage le 10 août 1572)                                                            | - Comtesse de Beaufort, marquise d'Isles, baronne de Jaucourt et dame de Jully (de plein droit, 1564 - 30 octobre 1574) - Princesse de Condé et duchesse d'Enghien (10 août 1572 - 30 octobre 1574) | - Princesse de la Maison de La Marck. Fille de François Ier de Nevers et de Marguerite de Bourbon-Vendôme. |           |
| 4    |          | Charlotte-Catherine de La Trémoille (18 juin 1568 - 29 août 1629)    | - Henri Ier de Bourbon-Condé (mariage le 16 mars 1586)                                                            | - Princesse de Condé et duchesse d'Enghien (16 mars 1586 - 5 mars 1588) | - Princesse de la Maison de La Trémoille. Fille de Louis III de La Trémoille et de Jeanne de Montmorency. - Mère d'Éléonore de Bourbon-Condé et d'Henri II de Bourbon-Condé. |           |
| 5    |          | Charlotte-Marguerite de Montmorency (11 mai 1594 - 2 décembre 1650)  | - Henri II de Bourbon-Condé (mariage le 17 mai 1609)                                                              | - Princesse de Condé (17 mai 1609 - 26 décembre 1646) - Duchesse d'Enghien (17 mai 1609 - 8 septembre 1621) - Duchesse de Châteauroux (1616 - 26 décembre 1646) - Duchesse de Montmorency, comtesse de Dammartin, baronne de Châteaubriant, dame de L'Isle-Adam et dame de Chantilly (de plein droit, 30 octobre 1632 - 2 décembre 1650) - Comtesse de Sancerre (1640 - 26 décembre 1646) - Duchesse d'Albret (1641 - 26 décembre 1646) - Duchesse de Bellegarde (1646)                        | - Princesse de la Maison de Montmorency. Fille d'Henri Ier de Montmorency et de Louise de Budos. - Mère d'Anne Geneviève de Bourbon-Condé, de Louis II de Bourbon-Condé et d'Armand de Bourbon-Conti. |           |
| 6    |          | Claire-Clémence de Maillé (25 février 1628 - 16 avril 1694)          | - Louis II de Bourbon-Condé (mariage le 11 février 1641)                                                          | - Duchesse d'Enghien (11 février 1641 - 26 décembre 1646) - Princesse de Condé, duchesse de Bellegarde et de Châteauroux, comtesse de Sancerre (26 décembre 1646 - 11 décembre 1686) - Duchesse de Fronsac (de plein droit, 14 juin 1646 - 1674) - Duchesse de Montmorency, comtesse de Dammartin, baronne de Châteaubriant, et dame de Chantilly (2 décembre 1650 - 11 décembre 1686) - Duchesse de Bourbon (1661 - 5 novembre 1667) - Comtesse de Charolais (1684 - 11 décembre 1686)        | - Princesse de la Maison de Maillé. Fille d’Urbain de Maillé et de Nicole du Plessis de Richelieu. - Mère d'Henri-Jules de Bourbon-Condé. |           |
| 7    |          | Anne de Bavière (13 mars 1648 - 23 février 1723)                     | - Henri-Jules de Bourbon-Condé (mariage le 11 décembre 1663)                                                      | - Duchesse d'Enghien (11 décembre 1663 - 11 décembre 1686) - Princesse de Condé, duchesse de Bellegarde, de Châteauroux et de Montmorency, comtesse de Dammartin, Sancerre et de Charolais, baronne de Châteaubriant et dame de Chantilly (11 décembre 1686 - 1er avril 1709) - Duchesse de Guise (de plein droit, 3 mars 1688 - 1er avril 1709) - Princesse d'Arches (de plein droit, 5 juillet 1708 - 23 février 1723) - Comtesse de Dreux (de plein droit, 11 avril 1718 - 23 février 1723) | - Princesse de la Maison de Wittelsbach. Fille d’Édouard de Palatinat et d'Anne de Gonzague de Clèves. - Mère de Marie-Thérèse de Bourbon-Condé, de Louis III de Bourbon-Condé, d'Anne-Marie de Bourbon-Condé, de Louise-Bénédicte de Bourbon-Condé et de Marie-Anne de Bourbon-Condé. |           |
| 8    |          | Louise-Françoise de Bourbon (1er juin 1673 - 16 juin 1743)           | - Louis III de Bourbon-Condé (mariage le 24 juillet 1685)                                                         | - Duchesse de Bourbon (24 juillet 1685 - 1er avril 1709) - Duchesse de Montmorency (24 juillet 1685 - 1689) - Duchesse d'Enghien (1689 - 1er avril 1709) - Princesse de Condé, duchesse de Bellegarde, de Châteauroux et de Guise, comtesse de Dammartin, de Sancerre et de Charolais, baronne de Châteaubriant et dame de Chantilly (1er avril 1709 - 4 mars 1710) | - Princesse de la Maison de Bourbon. Fille légitimée de Louis XIV de France et de Madame de Montespan. - Mère de Marie-Gabrielle-Éléonore de Bourbon-Condé, de Louis IV Henri de Bourbon-Condé, de Louise-Élisabeth de Bourbon-Condé, de Louise-Anne de Bourbon-Condé, de Marie-Anne de Bourbon-Condé, de Charles de Bourbon-Condé, d'Henriette-Louise de Bourbon-Condé, d'Élisabeth-Alexandrine de Bourbon-Condé et de Louis de Bourbon-Condé. |           |
| 9    |          | Marie-Anne de Bourbon-Conti (18 avril 1689 - 21 mars 1720)           | - Louis IV Henri de Bourbon-Condé (mariage le 9 juillet 1713)                                                     | - Princesse de Condé, duchesse de Bellegarde, de Châteauroux et de Guise, comtesse de Dammartin, de Sancerre et de Charolais, baronne de Châteaubriant et dame de Chantilly (9 juillet 1713 - 21 mars 1720) | - Princesse de la Maison de Conti. Fille de François-Louis de Bourbon-Conti et de Marie-Thérèse de Bourbon-Condé. |           |
| 10   |          | Caroline de Hesse-Rheinfels-Rotembourg (18 août 1714 - 14 juin 1741) | - Louis IV Henri de Bourbon-Condé (mariage le 14 juillet 1728)                                                    | - Princesse de Condé, duchesse de Bellegarde, de Châteauroux et de Guise, comtesse de Dammartin, de Sancerre et de Charolais, baronne de Châteaubriant et dame de Chantilly (14 juillet 1728 - 27 janvier 1740) | - Princesse de la Maison de Hesse. Fille d’Ernest-Léopold de Hesse-Rheinfels-Rotembourg et d'Éléonore de Lowenstein-Wertheim. - Mère de Louis V Joseph de Bourbon-Condé. |           |
| 11   |          | Charlotte de Rohan-Soubise (7 octobre 1737 - 4 mars 1760)            | - Louis V Joseph de Bourbon-Condé (mariage le 3 mai 1753)                                                         | - Princesse de Condé, duchesse de Bellegarde, de Châteauroux et de Guise, comtesse de Dammartin, de Sancerre et de Charolais, baronne de Châteaubriant et dame de Chantilly (3 mai 1753 - 4 mars 1760) | - Princesse de la Maison de Rohan. Fille de Charles de Rohan-Soubise et d'Anne-Marie-Louise de La Tour d'Auvergne. - Mère de Louis VI Henri de Bourbon-Condé et de Louise-Adélaïde de Bourbon-Condé. |           |
| 12   |          | Marie-Catherine Brignole (7 octobre 1737 - 18 mars 1813)             | - Honoré III de Monaco (mariage le 5 juillet 1757) - Louis V Joseph de Bourbon-Condé (mariage le 24 octobre 1798) | - Princesse de Monaco et duchesse de Valentinois (5 juillet 1757 - 9 janvier 1771) - Princesse de Condé, duchesse de Bellegarde, de Châteauroux et de Guise, comtesse de Dammartin de Sancerre et de Charolais, baronne de Châteaubriant et dame de Chantilly (24 octobre 1798 - 18 mars 1813) | - Princesse de la Maison Brignole. Fille de Giuseppe Brignole et d'Anne Balbi. - Mère d'Honoré IV de Monaco et de Joseph de Monaco. |           |
| 13   |          | Bathilde d’Orléans (5 juillet 1750 - 10 janvier 1822)                | - Louis VI Henri de Bourbon-Condé (mariage le 20 avril 1770)                                                      | - Duchesse d'Enghien (20 avril 1770 - 2 août 1772) - Duchesse de Bourbon (2 août 1772 - 13 mai 1818) - Princesse de Condé, duchesse de Bellegarde, de Châteauroux et de Guise, comtesse de Dammartin, de Sancerre et de Charolais, baronne de Châteaubriant et dame de Chantilly (13 mai 1818 - 10 janvier 1822) | - Princesse de la Maison d’Orléans. Fille de Louis-Philippe II d’Orléans et de Louise-Henriette de Bourbon-Conti. - Mère de Louis-Antoine de Bourbon-Condé. |           |